# Kurierzy dyplomatyczni
Kurierzy dyplomatyczni (ros. Красные дипкурьеры; Krasnyje dipkuriery) – radziecki film z 1977 roku w reżyserii Willena Nowaka. Film podejmuje temat kształtowania się początków radzieckiej dyplomacji. Wiele epizodów oparta jest na autentycznych wydarzeniach, opowieści i opowiadań naocznych świadków. Bohaterowie filmu mają swoje pierwowzory. Pierwowzorem Janisa Aurina jest kurier Teodor Nette, a Kurasowa natomiast kurier Władimir Urasow.

## Obsada
- Igor Starygin jako Janis Auriń
- Michaił Matwiejew jako Wasil Pierieguda
- Natalia Wawiłowa jako Lena
- Leonid Niewiedomski jako Kurasow
- Dienis Kozłow jako Pietia (jego syn)
- Ernest Romanow jako Tugarin
- Jurij Mażuga jako esauł Maksimienko
- Władimir Wichrow jako Wasiljew
- Boris Ryżuchin jako Cziczerin

i inni

## Nagrody
- 1978: Nagroda Specjalna jury za najlepsze ukazanie tematyki historyczno-rewolucyjnej na XI Wszechzwiązkowym Festiwalu Filmowym w Erywaniu[2].